# Моя жизнь в кино
«Моя жизнь в кино» (англ. My Life in Film) — британская шести-серийная пародийная комедия, транслировавшаяся телеканалом BBC Three, впоследствии была перезапущена по BBC Two с изменённым порядком серий.

## Синопсис
Действие сериала крутится вокруг трёх персонажей: «непризнанного гения» Арта, его скромного друга Джонса и его девушки Бэт. Каждая серия обыгрывает один классический фильм известного режиссёра. Комизм заключается в диалогах персонажей и ситуациях, в которые они попадают. Каждая серия начинается серьёзно, но в итоге превращается в нелепое действо. Большинство сцен автор сериала Марк Чеппэлл, близко связанный с кинопроизводством, взял из собственной жизни и личного опыта работы над сценариями.

## Актёры
- Крис Маршалл в роли Арта

Арт (англ. Art — искусство) — билетёр в небольшом кинотеатре, с детства мечтает снимать фильмы. Представляется как «режиссёр независимого низкобюджетного кино», несмотря на то что не снял ни одного фильма. В свободное время придумывает сюжеты для своих фильмов, занимается написанием сценариев, по-видимому, весьма сомнительного качества.
- Эндрю Скотт в роли Джонса

Джонс — многострадальный лучший друг Арта, разделяющий с ним квартиру. Часто попадает в неприятности из-за идей своего друга, однако никогда не бросает его в беде.
- Элис Лоу в роли Бэт

Бэт — девушка Джонса. Поначалу плохо ладит с Артом, зачастую терпит увечья из-за его выходок, но в течение сериала их отношения постепенно налаживаются.
- Рита Дэвис в роли Мэри

Мэри — 68-летняя старушка, соседка Арта и Джонса по лестничной площадке.

## Список эпизодов
| Номер | Основа                                        | Дата трансляции      |
| --- | --------------------------------------------- | -------------------- |
| 1 | «Окно во двор» Альфреда Хичкока               | 26 октября 2004 года |
| Через окно своей комнаты Арт внимательно наблюдает за тем, как в противоположном доме девушка ругается со своим любовником. Когда ночью она исчезает, а он орудует в доме циркулярной пилой, Арт приходит к выводу об убийстве. Он уговаривает Джонса не сообщать в полицию, а для начала найти доказательства в доме напротив.                  |                                               |                      |
| 2 | «Сияние» Стэнли Кубрика                       | 2 ноября 2004 года   |
| Сестра Арта, Салли, попросила брата один вечер присмотреть за его племянником Дэнни. Арт пытается работать над сценарием, но постоянный стук в дверь и телефонные звонки нарушают его концентрацию. Услышав шаги друга на крыше, Арт чувствует себя в опасности и хватается за топор и Джонс вынужден защищаться от нападения кухонным ножом.    |                                               |                      |
| 3 | «Лучший стрелок» Тони Скотта                  | 19 октября 2004 года |
| После очередного провала экзамена на водительские права, Арт записывается на пятидневный интенсивный курс автошколы «Лучшие», где влюбляется в свою преподавательницу Чарли. Всё идёт гладко до тех пор, пока Арт не попадает в аварию, в результате которой Джонс оказывается в больнице, и подавленный Арт бросает автошколу.                  |                                               |                      |
| 4 | «Неглубокая могила» Дэнни Бойла               | 9 октября 2004 года  |
| Соседка Арта и Джонса, Мэри, просит друзей присмотреть за её золотой рыбкой. На этот период в квартиру Джонса и Арта въезжает Бэт, что вызывает недовольство последнего. Они ругаются так много, что забывают о золотой рыбке, которая погибает от голода. В то же время троица находит в квартире склеротичной Мэри небольшую сумму денег.      |                                               |                      |
| 5 | «Восемь с половиной» Федерико Феллини         | 16 октября 2004 года |
| Арт наконец получает возможность проявить себя в качестве режиссёра — сняв свадебное видео для сестры Джонса, Кейт. Поначалу полный амбиций и идей, с приближением дня свадьбы Арт начинает испытывать творческий кризис и недомогание. Не желая подвести Джонса он, вместе с тем, всячески пытается оттянуть время начала съёмок.               |                                               |                      |
| 6 | «Буч Кэссиди и Сандэнс Кид» Джорджа Роя Хилла | 23 ноября 2004 года  |
| Арт и Джонс испытывают давление со стороны Харви, сдающего им квартиру в аренду. Однажды они возвращаются домой и видят, что арендодатель вынес из квартиры все вещи, за исключением сценариев Арта. Тогда Арт уговаривает Джонса и Бэт уехать на остров Мэн, где независимая студия просто раздаёт деньги всем режиссёрам низкобюджетного кино. |                                               |                      |